# Yeah Yeah Yeahs
A Yeah Yeah Yeahs amerikai rockegyüttes. Zeneileg több műfajban is működnek: főleg indie rockot játszanak, de jelen vannak a garázspunk, garázsrock, art punk, dance punk és post-punk revival műfajokban is. A legelső nagylemezük, a "Fever to Tell" szerepel az 1001 lemez, amit hallanod kell, mielőtt meghalsz című könyvben is. 
Tagjai: Karen O, Nick Zinner és Brian Chase.

## Történet
2000-ben alakultak meg New Yorkban. A fent említett albumon kívül még három nagylemezt dobtak piacra. Karen O és Brian Chase először egy ohiói gimnáziumban találkoztak, 1990-ben, amikor még diákok voltak, és jó barátságot kötöttek. Nick Zinner-rel egy bárban találkoztak, és vele is rögtön barátok lettek. Elhatározták, hogy megalapítják saját együttesüket. Eleinte még csak duóban működtek, Unitard néven, nem sokkal csatlakozott Chase is hozzájuk. Hamar megváltoztatták a nevüket, Yeah Yeah Yeahs-re (ejtsd: "je je je-z"). Legelső koncertjükön a The Strokes és a The White Stripes elő-zenekaraként működtek. 2001-ben megjelentettek egy bemutatkozó középlemezt, két évvel később került a boltok polcaira a Fever to Tell, a zenekar legelső stúdióalbuma. Az Interscope Records kiadó jelentette meg. 2006-ban már a második nagylemezük, a Show Your Bones is megjelent. Ezt a lemezt szintén az Interscope, illetve a Dress Up Records dobta piacra. Harmadik stúdióalbumukat 2009-ben adták ki, ez esetben az említett két lemezkiadó mellé a DGC Records is csatlakozott. Eddigi utolsó albumuk 2013-ban jelent meg. A többi lemezhez hasonlóan ezt is a Dress Up és az Interscope dobta piacra.
Az együttes díjakat is nyert dalaiért az évek alatt. A felállás egészen a mai napig ugyanaz: Karen, Nick és Brian.

## Diszkográfia
- Fever to Tell (2003)
- Show Your Bones (2006)
- It's Blitz! (2009)
- Mosquito (2013)